# Andorra történelme
Az Andorrai Hercegség a Pireneusok láncai között megbúvó európai miniállam. Területe a két nagy szomszédos ország, Franciaország és Spanyolország vitája miatt válhatott függetlenné.

Andorra címere

## Történelme

### Eredetmonda és korai történelem
Az andorrai legenda szerint a terület első lakója egy elűzött királylány volt. Apja hatalmas birodalom ura volt, lányát is gazdagon akarta férjhez adni, de a szépséges királylány elutasította apja választottját. A király megharagudott emiatt és elüldözte lányát, aki hosszú bolyongás után a hegyek közé jutott. Kövekből szegényes kunyhót emelt magának s itt élt búslakodva. Egy viharos éjszaka egy arra vetődött pásztort fogadott be kunyhójába a királylány, hamarosan összeházasodtak. Hat gyermekük született, akik felnőtt korukban hat külön tanyára költöztek a három völgyben. Innen ered ezután, hogy Andorra ma is hat parókiára oszlik. Leszármazottaik benépesítették a völgyeket, a domboldalakat.
A régészeti feltárások eredményeként bizonyossá vált, hogy a terület már a bronzkorban lakott volt. Sírleletek, urnamezők, szerszámok kerültek elő ebből a korból. La Massana település mellett sziklába vésett rajzokat is felfedeztek. Encamp környékén dolmeneket, kultikus célokat szolgáló kőoszlopokat is találtak a régészek. Annyi bizonyos, hogy időszámításunk előtt néhány száz évvel egyes törzsek a Pireneusok hegyvidékén már tartósan megtelepedtek.
Nyelvészek között vita tárgya az ország nevének eredete. François Piferrer szerint Andorra neve két kelta szóból ered. Az "an" jelentése lélegzet, a "dor" szó pedig hágót jelent. Ezen etimológia szerint Andorra jelentése: "hágó, ahol kapkodni kell a levegő után". Többen osztják Étienne Albert francia nyelvész véleményét, miszerint a mai államnév az ibér nyelvből származik. Ebben a nyelvben az "ando" szó a legmagasabbat jelentette, az "ore" pedig vasércet, ércet. Ezek szerint Andorra neve a "legmagasabb helyen található vasérc" jelentést hordozza. Sokan azért is fogadják el ezt a magyarázatot, mert a Pireneusokban sok érclelőhely található.
A kereszténység terjedésével a hegyvidék lakói is az új hitre tértek. A katalánok ma is Andorra államalkotó etnikumának számítanak.

### Az állam létrejötte
A hegyvidéki ország története a kora középkorban kezdődött, amikor Nagy Károly, frank uralkodó egy spanyol őrgrófsághoz csatolta a területet, és a völgységnek kiemelkedő jogokat adott, mert annak lakói segítették a királyt a mórok elleni küzdelemben. 784-ben a frank uralkodó államot teremtett a katalán törzsekből. 819-ben Andorra az urgeli grófok tulajdonába került, majd a grófok hitük zálogául az egyháznak ajándékozták a vidéket. Ettől kezdve mind a mai napig Urgel püspöke az ország egyik államfője. 839-ből származik, s az egyházi iratok között található az a dokumentum, amely a püspökség egyházi fennhatósága alá sorolja azt a hat parókiát, amely a mai Andorra területét alkotja. Napjainkban is az eredeti hat parókia jelenti az ország közigazgatási felosztását.
Az erős államok határán fekvő Andorra hamar konfliktus tárgya lett, és hogy megelőzzék a háború kitörését, 1278-ban a francia Foix grófja és Urgel püspöke szerződésben fektette le Andorra viszonyait. Eszerint a terület kettejük közös irányítása alatt állt, és Andorra ezért függetlenedett a két szomszédos királyság fennhatósága alól. A közös fennhatóság mind a mai napig fennmaradt, bár ma már nem Foix grófjai irányítják Andorrát. A 14. században a grófok jogai a navarrai királyra szálltak, majd IV. Henrik uralkodásával a francia királyhoz kerültek. Napjainkban francia részről a francia elnök az egyik, míg spanyol részről Urgel püspöke a másik államfője Andorrának.

### A parlament felállítása
1419-ben Andreu d’Alas engedélyt kapott a két társhercegtől a Counsell de la Terra - a parlament szerepét betöltő Főtanács elődjének – létrehozására, mely Európa egyik legrégebbi parlamentjének tekinthető. A Tanács tagjait a házzal rendelkező családfők választották.
1970-ben vezették be az általános választójogot, és 1982 óta van a völgységnek önálló kormánya. Első alkotmányát 1993-ban fogadták el. Ebben pontosan megfogalmazták a két társfejedelem szerepét. Szerepüket a legjelentősebb nemzetközi szerződések megkötésében való részvételre korlátozták. Szétválasztották az egyház és az állam ügyeit, valamint az addig tisztázatlan törvényhozói szerepet is a 28 tagú Andorrai Völgység Általános Tanácsa kezébe tették.
A Völgyek Tanácsa dönt a vizek, az erdők használatáról, az utakról, az adóról, közmunkákról és minden egyéb közérdekű kérdésről. A Tanács állítja össze azt a listát is, amelyből a társhercegek megbízottjai kiválasztják a nekik megfelelő bírót, a Battle-t. A tanács választja meg saját titkárát, a Nuncit is.

### Külpolitika

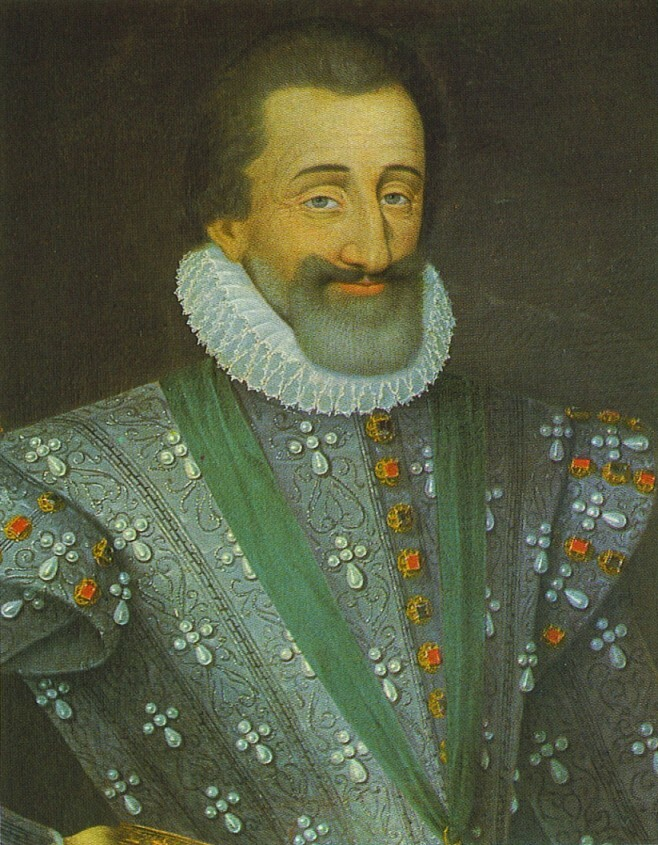
IV. Henrik francia király

1505-ben a spanyol korona meg akarta szerezni magának a hegyvidéki hercegséget, de a déli sereget a franciák megakadályozták tervükben, így maradt minden a régiben. 1607-től elhatározták, hogy Andorra irányítása a mindenkori francia államfőre és Urgel püspökére tartozik. 1806-ban I. Napóleon uralkodása alatt Andorra élére választott tanács került.
1589-ben Franciaországban Henrik, Navarra királya és Foix grófja jutott hatalomra IV. Henrik néven, ezáltal a társhercegi cím a francia királyokhoz került. A társhercegek közti egyenlőtlenség miatt több későbbi időszakban, különösen a spanyol örökösödési háború alatt, jelentős diplomáciai ügyességet igényelt az andorraiaktól függetlenségük megőrzése. A földrajzi elszigeteltséggel párosuló állandó egyensúlyi politika alátámasztására 1748-ban megfogalmazták az andorrai külkapcsolatok irányelveit a Manual Digest-ben, amely Andorra történelmét, kultúráját, szokásait és politikájának vezérelveit tartalmazza. Azóta is az ország alapelvei közé tartozik a be nem avatkozás a külső konfliktusokba, a semlegesség és az elszigetelődés.
A spanyol polgárháború idején francia katonai egységek állomásoztak Andorrában, hogy megakadályozzanak egy esetleg köztársasági avagy francoista inváziót a hegyvidéki hercegség ellen. A második világháborúban Andorra semleges maradt, de a francia ellenállás menedék gyanánt és csempészcsomópont gyanánt használta a régiót.
Az elszigetelt kis ország vezetői csak nehezen találták meg a gazdasági fejlődéshez vezető utat. De miután az országot vámmentes övezetté tették, hamarosan adóparadicsomként virágzott fel Andorra. Fejlett kommunikációs csatornái is sokat segítettek abban, hogy a miniállam feltalálja magát az elszigeteltség feloldásában.
Andorra hivatalos nyelve a katalán.

## Fordítás
- Ez a szócikk részben vagy egészben  a   History of Andorra című angol Wikipédia-szócikk fordításán alapul.  Az eredeti cikk szerkesztőit annak laptörténete sorolja fel. Ez a jelzés csupán a megfogalmazás eredetét és a szerzői jogokat jelzi, nem szolgál a cikkben szereplő információk forrásmegjelöléseként.